# Poguetry in Motion
Poguetry in Motion — первый и единственный мини-альбом англо-ирландской группы The Pogues, изданный в 1986 году.

## Об альбоме
Мини-альбом участвовал в Великобританском чарте как сингл и добрался до 29 позиции. Первоначально песни с Poguetry in Motion не входили ни в один из полноценных студийных альбомов группы, они были добавлены в переиздание Rum, Sodomy, and the Lash в 2004 году. Песня «Planxty Noel Hill» является своеобразным обращением к ирландскому музыканту Ноэлю Хиллу, играющему в традиционном стиле. На момент выпуска Rum, Sodomy, and the Lash Хилл утверждал, что The Pogues являются оскорблением всей ирландской музыки, во время первого ирландского тура The Pogues Хилл участвовал с группой в дискуссии на местном радио, которая в итоге перешла в словесную перепалку. Ирландское слово «Planxty» является эквивалентом русскому «Ура» и использование его в песне, беря во внимание отношения The Pogues и Ноэля Хилла, является заведомо неискренним. На песню «A Rainy Night in Soho» записало каверы множество музыкантов, среди которых большой друг Шейна МакГована Ник Кейв. Его версия «A Rainy Night in Soho» вышла в 1992 году на сингле What A Wonderful World. Там же Шейн исполняет «Lucy» Ника и оба музыканта дуэтом исполняют «What A Wonderful World». В 1990 году на День святого Патрика группа выступила в эфире известной американской передаче Субботним вечером в прямом эфире. Там МакГован, пребывая в изрядном подпитии, то и дело затягиваясь сигаретой, спел «The Body of an American». Потом он сел на барабанную установку, а группа сыграла довольно длинное инструментальное окончание. В конце выступления Шейн поднял залу стакан виски.

## Список композиций
| №  | Название                  | Автор(ы)   | Длительность |
| -- | ------------------------- | ---------- | ------------ |
| 1. | «London Girl»             | МакГован   | 3:06         |
| 2. | «A Rainy Night in Soho»   | МакГован   | 5:37         |
| 3. | «The Body of an American» | МакГован   | 4:50         |
| 4. | «Planxty Noel Hill»       | Джем Финер | 3:13         |